# Silk Glacier
Silk Glacier är en glaciär i Antarktis. Den ligger i Östantarktis. Australien gör anspråk på området. Silk Glacier ligger 1 010 meter över havet.
Terrängen runt Silk Glacier är kuperad åt nordväst, men åt sydost är den platt. Trakten är obefolkad. Det finns inga samhällen i närheten.